# Манојло Броћић
Манојло Броћић (Гуча, 17. новембар 1932. — Београд, 11. јануар 1994) био је српски филозоф и социолог.

## Школовање
Дипломирао је филозофију на Филозофком факултету у Београду (1957), где је завршио и постдипломске студије из области социологије морала (1960), а магистрирао из области политичке социологије на Факултету политичких наука у Београду (1965). Од 1960. године је радио на Одељењу за социологију Института друштвених наука у Београду (асистент од 1960; научни сарадник 1968).

## Радна ангажовања
Био је на студијском боравку у Великој Британији (1971), учествовао у међународном истраживању студената (Универзитета Калифорније, Беркли универзитета, (1965), био професор по позиву на Карловом универзитету у Прагу (1966). Учествовао је на бројним научим скуповима у свету (Пољска, Француска, Чехословачка, Немачка, Шведска, Канада, Индија, Италија, Бугарска). Предавао на Шумарском факултету у Београду (1963-1968; уклоњен из наставе због учешћа у демонстрацијама 1968) и на Филозофском факултету у Загребу (последипломска настава, 1977—1978).
Специјализовао се за истраживање омладине. Као руководилац Групе за социологију омладине при Одељењу за социологију ИДН (од 1964), формирао језгро истраживача за југословенски макропројекат о омладини. Студије проистекле из тог пројекта публиковане у библиотеци Омладина и друштво чији је уредник Броћић.